# Península de Fridtjof Nansen
La peninsula de Fridtjof Nansen (en danès: Fridtjof Nansens Halvø) és una península de la costa del Rei Frederic VI, al sud-est de Groenlàndia. Administrativament forma part del municipi de Sermersooq.

## Geografia
La península de Fridtjof Nansen està limitada al nord-est per un estret a través del qual hi ha les illes Søren Norby, més enllà de les quals hi ha la badia de Pikiulleq. Al sud-est limita amb el mar d'Irminger i al sud-oest amb la badia d'Umivik, amb dues illes grans, Upernattivik (Upernarsuak) i Trefoldighden davant de la costa.
A l'oest i al nord-oest la península està unida al continent. Diverses petites illes, on hi ha jaciments arqueològics paleoesquimals, es troben al seu punt sud-est.